# Ingars Stuglis
Ingars Sarmis Stuglis (Aizkraukle, 12 febbraio 1996) è un calciatore lettone, centrocampista del Leevon PPK.

## Carriera

### Club
Ha giocato nella massima serie lettone, che ha anche vinto nel 2017; in carriera ha anche giocato complessivamente 7 partite nei turni preliminari delle competizioni UEFA per club (2 in Champions League e 5 in Europa League).

### Nazionale
Nel 2018 ha giocato una partita con la nazionale lettone.

## Palmarès

### Club

#### Competizioni nazionali
- Campionato lettone: 1

Spartaks Jūrmala: 2017